# Elektrická jednotka ED72

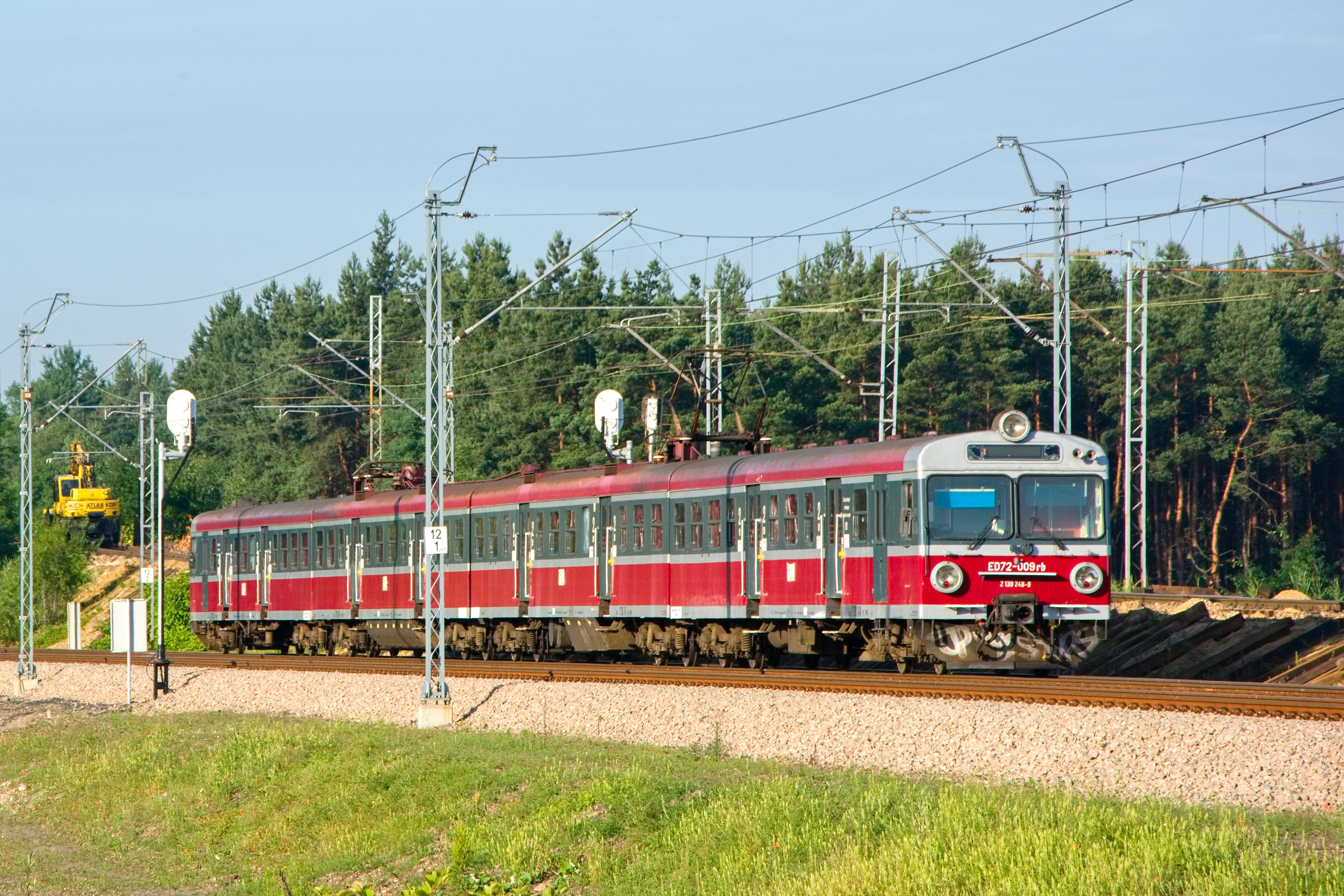
Jednotka ED72

Elektrické jednotky ED72 jsou soupravy vyráběné firmou Pafawag Wrocław pro Polskie Koleje Państwowe. Celkem bylo vyrobeno 21 jednotek v letech 1993-1996.

## Konstrukční řešení
Jednotky jsou konstrukčně téměř obdobné jako jednotky řady EN71, na první pohled je však patrný jiný tvar čel jednotky, který je shodný s čely poslední série jednotek řady EN57. Jednotka má uspořádání pojezdu 2'2' + Bo'Bo' + Bo'Bo' + 2'2'. V jednotkách evidenčních čísel 001 až 007 jsou použity trakční motory typu LKf450 o trvalém výkonu 145 kW, v jednotkách od čísla 008 výše pak inovované motory LKa470 o výkonu 470 kW. Z těchto hodnot pak vyplývají celkové trvalé výkony jednotek, které činí 1160 kW, resp. 1400 kW. Jednotka má celkovou hmotnost 182 tun, celková délka činí 86 840 mm. Jednotka disponuje 235, resp. 232 místky k sezení (podle verze), v jednom z čelních řídicích vozů je pak oddíl první třídy, zbývající vozy mají pouze místa druhé třídy.

## Provoz
Jednotky byly dodány státním drahám PKP a po transformaci tohoto podniku v roce 2001 byly přiděleny společnosti PKP Przewozy Regionalne. Tato společnost je v roce 2004 provozovala v depech Bydgoszcz (001-005), Kraków (008-014), Poznań (019-021) a Szczecin (006, 007, 015-018). V současnosti (2011) je provozuje společnost Przewozy Regionalne (již mimo skupinu PKP) ve stejných depech, pouze se částečně změnilo přidělení jednotlivých jednotek (Bydgoszcz: 001, 003-005; Kraków: 002, 008-014; Poznań: 019-021; Szczecin: 006, 007, 015-018).